# Mós (Bragance)
Pour les articles homonymes, voir Mos.
Mós est une freguesia portugaise du concelho de Bragance, avec une superficie de 11,62 km2 pour une densité de population de 15,3 hab/km2 avec 178 habitants en 2011. En plus du village de Mós, le village de Paçó de Sortes appartient aussi à la freguesia.